# فا مینور
فا مینور (انگلیسی: F minor) با مخفف (Fm) یک گام مینور بر پایهٔ نت فا است.

## تعریف
گام فا مینور بر سه نوع : مینور تئوریک (طبیعی)، مینور هارمونیک و مینور ملودیک استوار است و گام بزرگ نسبی آن، لا بمل ماژور است و دارای چهار علامت بمل در سرکلید است.
- نت‌های گام فا مینور طبیعی به ترتیب عبارتند از : فا، سل، لا بمل، سی بمل، دو، ر بمل، می بمل.

- در گام فا مینور هماهنگ (یا فا مینور هارمونیک)، نت «می بمل» نیم پرده کروماتیک به بالا تغییر می‌کند:

- در صورتی که درجات ششم و هفتم در حالت بالا رونده نیم پرده کروماتیک به بالا تغییر کند و در حالت پایین رونده به حالت اصلی خود برگردد، فا مینور نغمگی (یا فا مینور ملودیک) است.

## آثار در فا مینور
- سمفونی شماره ۴ (چایکوفسکی)
- سونات ۲۳ پیانو (بتهوون)
- چهار فصل (زمستان) اثر ویوالدی
- کوارتت زهی شماره ۱۴ اثر بتهوون